# SWIN-S
SWIN-S는 중국의 음악 그룹이다. 2016년 앨범 《New World》로 데뷔했다.

## 음반
- New World (2016)